# Олексенко Віктор Андрійович
Олексенко Віктор Андрійович (4 червня 1948, Дрогобич, Львівська область) — український художник і педагог, заслужений художник України, доцент кафедри образотворчого та декоративно-прикладного мистецтва Черкаського національного університету ім. Б. Хмельницького.

## Освіта, службова кар'єра, громадська діяльність
У 1973 р. закінчив живописно-педагогічне відділення Одеського державного художнього училища ім. М. Б. Грекова. Вищу освіту здобув в Українському поліграфічному інституті ім. І. Федорова (м. Львів) за спеціальністю «Графіка» (1990 р.). Очолював студію образотворчого мистецтва при Черкаському палаці піонерів, потім упродовж 21 року працював художником-монументалістом в Черкаському художньо-виробничому комбінаті при обласній організації Спілки художників України. У 1998—2003 рр. обіймав посаду художнього редактора черкаського видавництва «Брама-Україна». Від 2003 р. працює викладачем на кафедрі образотворчого та декоративно-прикладного мистецтва у Черкаському національному університеті імені Богдана Хмельницького. Веде навчальні заняття з рисунку, академічного живопису, книжкової графіки, комп'ютерного дизайну, художньо-комп'ютерної графіки та ін.
Член Національної спілки художників України (1992). Входить до складу групи розробки ескізів регалій та атрибутів міського голови Черкас при Черкаській міській раді. Член художньої ради Черкаського національного університету імені Богдана Хмельницького.

## Творчі досягнення
Серед науково-творчих зацікавлень митця — станковий актуальний живопис, монументально-декоративний живопис (розпис, мозаїка, вітраж), поезографія. Став відомим і як автор асамбляжів, об'єктів, інсталяцій. Опанував мистецтво цифродруку (станкова графіка, книжкова графіка, оформлення, макетування і дизайн друкованих видань). Плідно працює в галузях геральдики та вексилології. Серед його найвідоміших творів — полотна «Джерело», «Містерія Аратта», «Одвічний герць», асамбляжі «Богом даний», «Отверзи вуста свої», інсталяція «Як він ішов», естамп «Гімн коханню», ілюстрації до книг В. Коваленко «Трунок Сварожого рогу», «Перелесниця» та ін.
Активний учасник багатьох регіональних, понад 60 всеукраїнських та 10 міжнародних художніх виставок (Швейцарія, Польща, Угорщина, Німеччина, Україна), а також 3 групових, 3 всеукраїнських і 5 міжнародних книжкових виставок-ярмарків. Провів 14 персональних виставок (м. Черкаси, Київ). Учасник всеукраїнського та 8 міжнародних художніх проектів.
Автор методичного посібника та близько 10 наукових статей. Займається літературною творчістю: його перу належать збірки поезій, прози, поезографіки і поезомалярства «Доктрина серця», «Крик», «Космічні вібрації».

## Нагороди
- 1980 р. — Почесна грамота Міністерства культури УРСР і Українського республіканського комітету працівників культури.
- 1998 р. — Почесна грамота Черкаської обласної державної адміністрації.
- 2003 р. — Почесна грамота управління культури Черкаської обласної адміністрації.
- 2008 р. — Почесна грамота Черкаської обласної державної адміністрації.
- 2008 р. — Диплом Міністерства культури і туризму України, Дирекції художніх виставок України.
- 2009 р. — почесне звання «Заслужений художник України».
- 2012 р. — Подяка департаменту освіти та гуманітарної політики Черкаської міської ради та Черкаської обласної громадської організації «Світовид».
- 2013, 2014 рр. — Подяка управління у справах сім'ї, молоді та спорту Черкаської обласної державної адміністрації, управління культури Черкаської обласної державної адміністрації та Черкаської обласної громадської організації «Світовид».
- 2017 р. — Почесна грамота управління освіти і науки Черкаської обласної державної адміністрації.

## Основні праці

### Мистецькі твори
1. Дитя сонця (1973, папір, олівець).
2. Натюрморт із зеленим кавником (1976, папір, гуаш).
3. Джерело (1991—1994, полотно, олія).
4. Доктрина серця, (1991—1997, полотно, олія).
5. Одвічний герць (1992—1998, полотно, олія).
6. Реквієм (1992—1994, полотно, олія).
7. Музика сфер (1994, об'єкт)
8. Сонячний млин (1994, асамбляж).
9. Пророк. Портрет І. Я. Франка (1997, полотно, акрил).
10. Розгортка футляра до книги Валентини Коваленко «Трунок Сварожого рога» (2002 , папір, цифродрук).
11. Герб Красногорського Святопокровського жіночого монастиря (2004, папір, цифродрук).
12. Як він ішов (2005, інсталяція).
13. Гімн коханню (2009, папір, цифродрук).

### Посібники і збірки
1. Олексенко В. А. Доктрина серця: поезії, поезографіка, поезомалярство, асамбляжі, об'єкт / В. А. Олексенко ; передм. В. Т. Поліщука. — К. : Брама, 1999. — 32 с.
2. Олексенко, Віктор Андрійович. Крик: поезії, проза, поезографіка, графіка / В. А. Олексенко ; передм. С. П. Левченка. — Черкаси: Брама, 2001. — 40 с.
3. Олексенко, В. А. Друкована графіка: метод. вказ. / В. А. Олексенко. — Черкаси: Брама, 2006. — 52с.
4. Олексенко В. А. Космічні вібрації: поезогрфія / В. А. Олексенко; післямова О. К. Федорук. — Черкаси: видавець Олександр Третяков, 2021. — 72 с.

### Статті
1. Демченко А. В. Деякі аспекти реформи художньої освіти та реалізація митця як особистості / А. В. Демченко, В. А. Олексенко // Традиції та новітні технології у розвитку сучасного мистецтва: збірн. матер. IV Всеукраїнської наук.-практ. конференції. — Черкаси, 2017. — С. 12–15.
2. Олексенко В. А. Геометрія візуальної мови живописного твору / В. А. Олексенко // Традиції та новітні технології у розвитку сучасного мистецтва: збірн. матер. III Всеукраїнської наук.-практ. конференції. — Черкаси,: 2016. — С. 96–103
3. Олексенко В. А. Розвиток творчих умінь вчителів образотворчого мистецтва в процесі їх професійної підготовки / В. А. Олексенко // Сучасні особливості формування особистості і її соціальної адаптації в умовах кризи ліберальних цінностей: матеріали CXVII Міжнародної науково-практичної конференції та І етапу науково-аналітичних першостей по педагогічним і психологічним наукам (Лондон, 9–15 лютого 2016 р.) — Лондон, 2016. — С. 49–51.
4. Олексенко В. А. Підготовка вчителя образотворчого мистецтва до формування духовної культури школярів / В. А. Олексенко // Вісник Черкаського університету. Серія Педагогічні науки: зб. наук. праць. № 28 (361). — Черкаси, 2015. — С. 90–95.
5. Олексенко В. А. Актуалізація проблеми професійної підготовки майбутніх вчителів образотворчого мистецтва в умовах сучасного освітнього простору / В. А. Олексенко // Актуальні проблеми міжособистісних комунікацій в освітньому процесі і соціальній практиці: матеріали CX Міжнародної науково-практичної конференції та III етапу науково-аналітичних першостей по педагогічним і психологічним наукам (Лондон, 8 — 14 жовтня 2015 р.) — Лондон, 2015. — С. 34–36.
6. Олексенко В. А. Церковнослов'янська літера «Х» — один із символів інверсії у контексті "загального ритму / В. А. Олексенко // Знак, символ, образ, матеріали міжвузівського науково-практичного семінару з проблем сучасної семіотики [12 жовтня 1999 р.]. — Вип. 4. — Черкаси, 1999. — С. 3–8.

## Персональні виставки
1. 1995, 1996, 1998 (2), 2004, 2005 (4), 2006, 2008, 2013, 2015 — м. Черкаси
2. 1996, 2008 — м. Київ